# Juwelen-Fahnenbarsch
Der Juwelen-Fahnenbarsch (Pseudanthias squamipinnis (Syn.: Serranus (Anthias) squamipinnis)) ist eine Meeresfischart, die im Roten Meer und in Teilen des tropischen und subtropischen Indopazifiks vorkommt.

## Verbreitung
Im westlichen Indischen Ozean wurde die Art an den Küsten Ostafrikas und des östlichen Südafrikas südlich bis Margate, bei Madagaskar, der Europainsel, den Komoren, den Seychellen, Aldabra und den Agalega-Inseln, bei Mauritius und Réunion nachgewiesen. Im nördlichen Indischen Ozean kommt sie am Chagos-Archipel, den Lakkadiven, den Malediven, den Andamanen und den Nikobaren vor. Im zentralen Indopazifik lebt sie rund um Indonesien und den Philippinen, außerdem an der Südküste des südlichen Japans und an der Ostküste Australiens (Great Barrier Reef) und im Gebiet der Salomon-Inseln, Neukaledoniens, Naurus, Niues, Tongas, Tuvalus, Vanuatus, Kiribatis, Palaus, Wallis und Futunas und der Marshallinseln.

## Merkmale
Der Juwelen-Fahnenbarsch hat einen länglich ovalen, seitlich abgeflachten Körper und erreicht eine Maximallänge von 15 cm. Die Standardlänge liegt beim 2,4- bis 3,1-fachen der Körperhöhe und die Kopflänge ist 2,6 bis 3,4 mal in der Standardlänge enthalten. Die Schwanzflosse ist halbmondförmig. Der Ansatz der Rückenflosse liegt oberhalb des oberen Endes der Kiemendeckel. Sie wird von zehn Flossenstacheln und 16 bis 18 weichen Flossenstrahlen gestützt. Hart- und weichstrahliger Abschnitt sind gleich hoch und nicht durch eine Einbuchtung voneinander getrennt. Die Afterflosse hat drei Hartstrahlen und 6 bis 8 Weichstrahlen. Die zum Rumpf hin gelegene Hälfte der unpaaren Flossen ist beschuppt. Die Bauchflossen sind abgerundet und reichen bis zum Ansatz der Afterflosse oder etwas darüber hinaus. Die Brustflossen werden von 15 bis 19 Flossenstrahlen gestützt. Mit Ausnahme der Schnauze, der Spitze des Oberkiefers und der Kehle ist der Kopf vollständig beschuppt. Die Seitenlinie wird von 38 bis 44 Schuppen begleitet. Sie verläuft entlang des Rückenprofils und liegt unterhalb des fünften Rückenflossenstachels zwei bis drei Schuppenreihen unterhalb der Rückenflossenbasis. Der Schwanzstiel ist von 22 Schuppenreihen umgeben. Der Augendurchmesser ist größer als die Länge der Schnauze.  Die Oberlippe ist an ihrer Spitze nicht verdickt. Die Maxillare reicht bis zu einer gedachten senkrechten Linie am Vorderrand der Augen. Die Kiefer sind mit kleinen, schlanken und konischen Zähnen und wenigen größeren Fangzähnen besetzt. Der Gaumen (Palatinum und Vomer) ist ebenfalls bezahnt. Das bezahnte Gaumenfeld ist dreieckig. Der senkrechte Ast des Präoperculum ist gesägt mit 18 bis 31 Zacken. Ein bis drei Zacken am Winkel des Präoperculums sind deutlich größer als die anderen. Die Kiemenreusenstrahlen sind deutlich länger als die Kiemenbüschel.

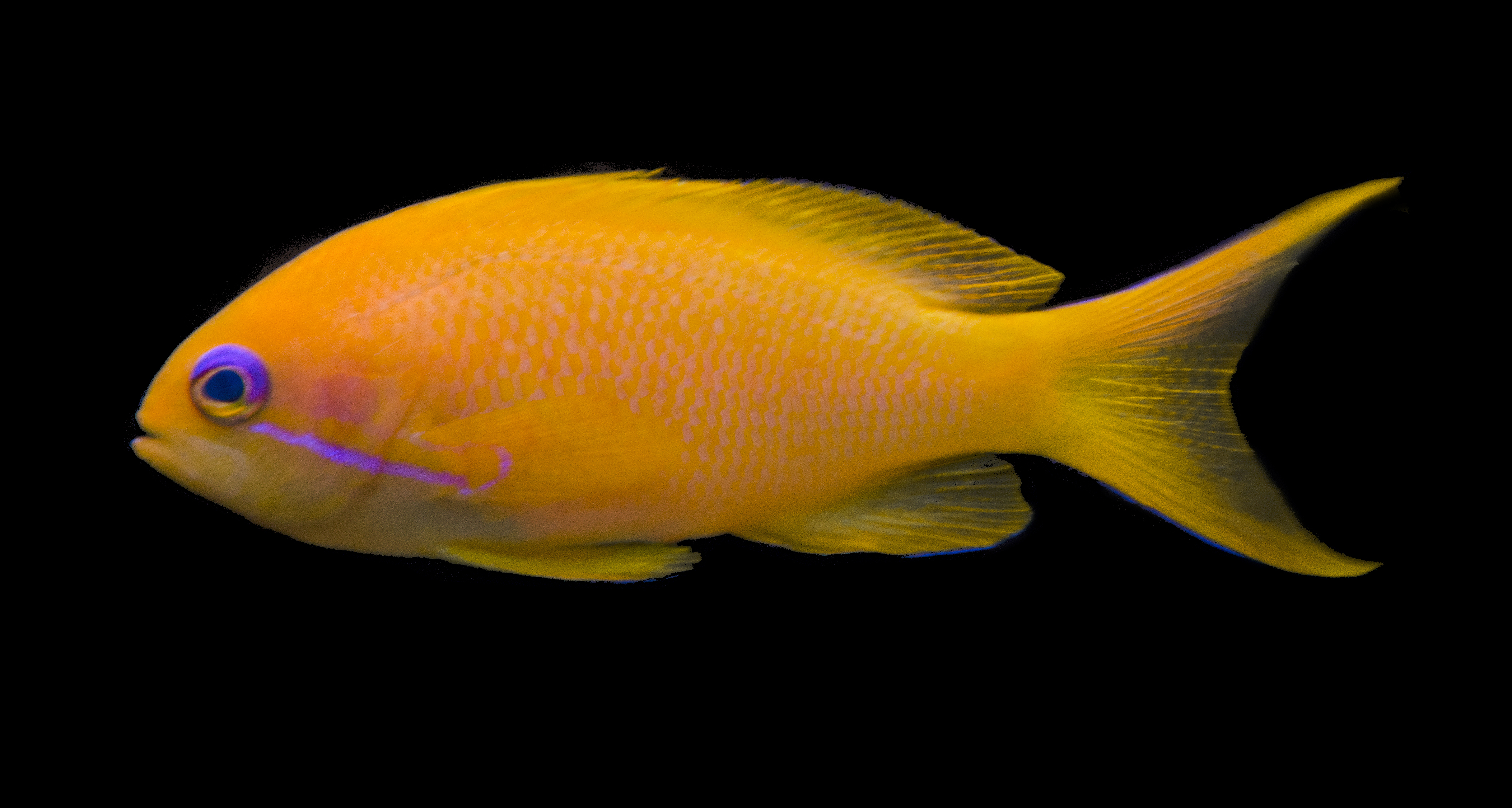
Ein Weibchen

- Kiemenreusenstrahlen: 8-11 + 23-28
- Wirbel: 10+15-16

Weibchen sind orangefarben und zeigen eine lavendelfarbenen Streifen, der vom unteren Augenrand bis zur Basis der Basis der Bauchflossen verläuft. Auch die obere Hälfte der Iris ist lavendelfarben. Die Afterflosse der Weibchen ist abgerundet. Weibchen werden mit einer Länge von 4,7 cm geschlechtsreif, sind mit einer Standardlänge von 6 cm bereit das Geschlecht zu wechseln und erreichen eine maximale Standardlänge von 7 cm.

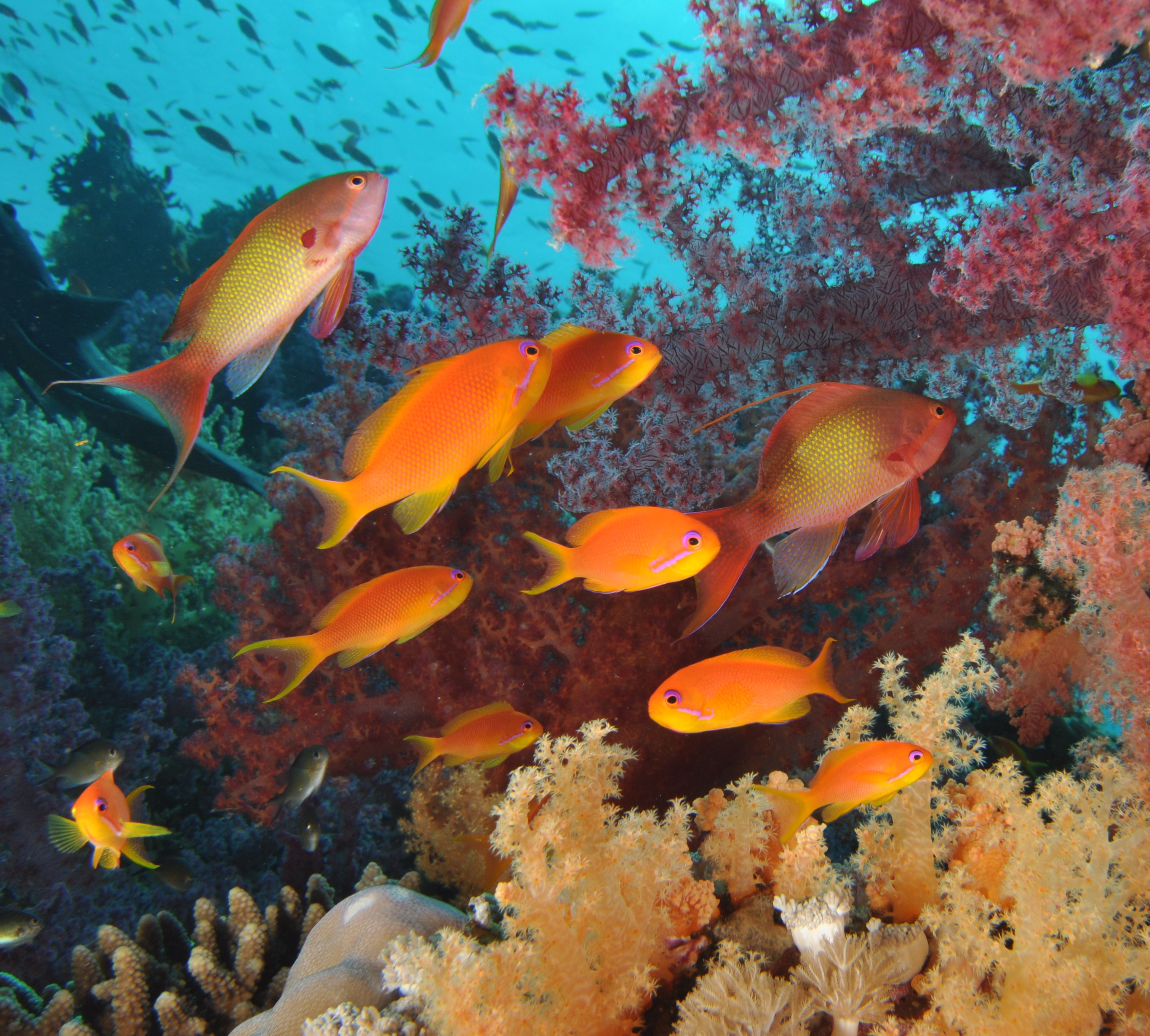
Weibchen und Männchen vor Bäumchen-Weichkorallen

Bei den Männchen sind die Schuppen gelblich mit roten oder hell blaugrauen Rändern. Der Kopf ist auf der Oberseite pinkfarben. Ein pinkfarbener Streifen verläuft vom unteren Augenrand bis zur Basis der Basis der Bauchflossen. Unterhalb dieses Streifens ist der Kopf rosaweißlich gefärbt. Die Schwanzflosse ist rötlich, ihre Ränder hell violett. Auch die Rückenflosse ist rötlich. Ihr Außenrand ist hellblau. Der weichstrahlige Abschnitt der Rückenflosse, die Afterflosse und der Schwanzstiel sind mit kleinen roten Punkten übersät. Die Afterflosse endet in einer Spitze. Die Vorderkante der Afterflosse ist hellblau. Die Bauchflossen sind rötlich. Auf den Brustflossen haben die Männchen einen ovalen roten Fleck. Der dritte Flossenstrahl der Rückenflosse ist stark verlängert und kann eine Länge von 80 % der Standardlänge erreichen. Männchen werden maximal 15 cm lang.

## Lebensweise

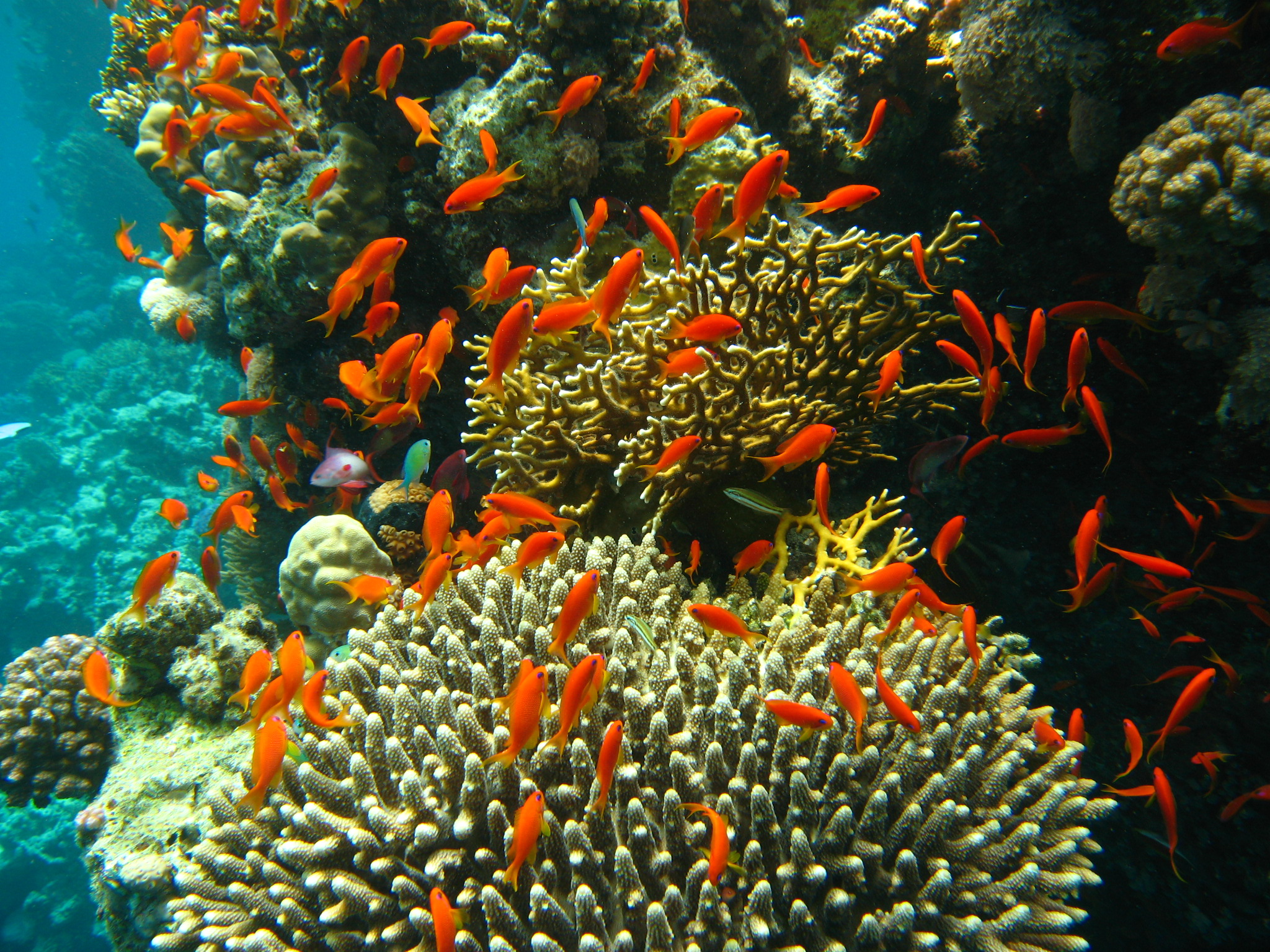
Ein Schwarm im Roten Meer

Juwelen-Fahnenbarsche leben in großen Schwärmen in Korallenriffen, isolierten Korallenstöcken in Lagunen und an Außenriffen in Tiefen von einem bis 40 Metern. Sie ernähren sich von Zooplankton. Wie fast alle Fahnenbarsche sind die Fische protogyne Hermaphroditen. Bei Erreichen der Geschlechtsreife sind sie zunächst weiblich und leben mit einem dominierenden Männchen und vielen anderen Weibchen in einer Haremsgruppe. Verschwindet das Männchen, z. B. weil es von einem Raubfisch gefressen wurde, wandelt sich das stärkste Weibchen innerhalb von zwei bis vier Wochen in ein Männchen um, nimmt die entsprechende Färbung an und entwickelt die Flossenform der Männchen. Die Männchen laichen mit allen geschlechtsreifen Weibchen ihres Harems. Eier und Larven sind pelagisch.

## Status
Aufgrund der Häufigkeit der Art und ihrer weiten Verbreitung gilt sie als ungefährdet. Der Juwelen-Fahnenbarsch wird aber in großen Mengen zum Zweck der Aquarienhaltung gefangen und exportiert.

## Belege
1. 1 2 3 4  
Phillip C. Heemstra u. K.V. Akhilesh: Review of the anthiine fish genus Pseudanthias (Perciformes: Serranidae) of the western Indian Ocean, with description of a new species and a key to the species. aqua, International Journal of Ichthyology, Band 18, Nr. 3, Juli 2012, PDF, S. 156–158.
2. 1 2 3  
Pseudanthias squamipinnis in der Roten Liste gefährdeter Arten der IUCN 2016. Eingestellt von: Williams, J.T., Lawrence, A. & Myers, R., 2015. Abgerufen am 21. Januar 2021.
3. ↑  
Juwelen-Fahnenbarsch auf Fishbase.org (englisch)